# Kirby's Dream Land
Kirby's Dream Land, conocido en Japón como Hoshi no Kirby (星のカービィ Hoshi no Kābī?, tdl. Kirby de las Estrellas), es un videojuego de la videoconsola portátil Game Boy, desarrollado por HAL Laboratory. Fue el primer juego de la serie de Kirby. Primero fue lanzado en Japón el 27 de abril de 1992, en Estados Unidos y Canadá el 1 de agosto de 1992, en México el 6 de septiembre de 1992 y en Europa fue lanzado el 3 de agosto de 1992.
Como la Game Boy sólo podía procesar los juegos en blanco y negro, los distribuidores en Norteamérica no estaban seguros de qué color se suponía que fuera Kirby. Por eso aparece en la caja americana y europea de color blanco, cuando en realidad el creador lo diseñó de color rosa (color que fue usado en la caja del juego posterior Kirby's Adventure).
Kirby's Dream Land es mucho más corto que un juego común (sólo tiene cuatro niveles) porque los creadores querían diseñar un juego fácil que cualquier persona pueda acabar y ver el final. Aun así, el juego viene con una clave secreta para activar una versión más difícil (ver abajo), añadiéndole reto para los jugadores con más experiencia.

## Historia
El Rey Dedede, el rey codicioso de Dream Land, roba toda la comida de sus ciudadanos y las estrellas mágicas que estos usan para obtenerla. Un día Kirby, uno de los residentes de Dream Land, decide salir a recuperar las estrellas y la comida.
Entonces Kirby debe pasar por 4 niveles que se encuentran en un campo, en un castillo, en unas islas y en el cielo para después llegar al Monte Dedede, donde se encuentran el Rey Dedede y su castillo, y derrotarlo en el ring.

## Secretos
- Juego Extra: En la pantalla del título, presiona +Arriba, Select y A a la misma vez para jugar el "juego extra", que es básicamente el mismo juego pero más difícil.
- Configuración: Para configurar el juego y oír cualquier melodía y sonido, presiona +Abajo, Select y B a la misma vez en la pantalla del título.

- Datos: Q1154044
- Multimedia: Kirby's Dream Land / Q1154044